# P’70
P’70 was een actiepartij in de jaren zeventig in de gemeente Gilze en Rijen. De partij voerde onder meer acties m.b.t. de toegankelijkheid van openbare gebouwen, het milieu en de openbaarheid van het lokale bestuur. De lokale onafhankelijke partij fuseerde met Sociaal Appel (een NKV-lijst van Federatie Nederlandse Vakbeweging). Sinds 1986 heet die gefuseerde partij Gemeentebelang Gilze en Rijen. Het archief van P’70 is overgedragen aan de plaatselijke heemkundekring Heemkring Molenheide. 